# 6339 Giliberti
6339 Giliberti è un asteroide della fascia principale. Scoperto nel 1993, presenta un'orbita caratterizzata da un semiasse maggiore pari a 2,3750109 UA e da un'eccentricità di 0,2092822, inclinata di 4,76820° rispetto all'eclittica.